# チェロキー郡 (サウスカロライナ州)

サウスカロライナ州内の位置

チェロキー郡（Cherokee County）は、アメリカ合衆国サウスカロライナ州に位置する郡である。人口は52,537人（2000年）。郡庁所在地は ガフニーである。ノースカロライナ州境に接している。

## 歴史
この郡は1897年に設立された。

## 地理
アメリカ合衆国統計局によると、この郡は総面積1,029 km2 (397 mi2) である。このうち1,017 km2 (393 mi2) が陸地で12 km2 (5 mi2) が水地域である。総面積の1.16%が水地域となっている。

## 人口動勢
2000年国勢調査で、この郡は人口52,537人、20,495世帯、及び14,612家族が暮らしている。人口密度は52/km2 (134/mi2) である。22/km2 (57/mi2) の平均的な密度に22,400軒の住宅が建っている。この郡の人種的な構成は白人76.92%、アフリカン・アメリカン20.56%、先住民0.20%、アジア0.31%、太平洋諸島系0.02%、その他の人種1.16%、及び混血0.84%である。ここの人口の2.08%はヒスパニックまたはラテン系である。
この郡内の住民は25.80%が18歳未満の未成年、18歳以上24歳以下が9.00%、25歳以上44歳以下が29.60%、45歳以上64歳以下が23.20%、及び65歳以上が12.40%にわたっている。中央値年齢は35歳である。女性100人ごとに対して男性は93.80人である。18歳以上の女性100人ごとに対して男性は90.70人である。
この郡内の世帯ごとの平均的な収入は33,787米ドルであり、家族ごとの平均的な収入は39,393米ドルである。男性は30,984米ドルに対して女性は21,298米ドルの平均的な収入がある。この郡の一人当たりの収入 (per capita income) は16,421米ドルである。人口の13.90%及び家族の11.00%は貧困線以下である。全人口のうち18歳未満の16.90%及び65歳以上の15.20%は貧困線以下の生活を送っている。

## 都市及び町
- ガフニー（郡庁所在地）
- ブラックスバーグ (Blacksburg)
- East Gaffney（CDP）